# Акреція Бонді
Акреція Бонді (англ. Bondi accretion) — сферична акреція на компактний об'єкт, що рухається через міжзоряне середовище. Зазвичай використовується в контексті акреції на нейтронну зорю або чорну діру. Названа на честь Германа Бонді, який дослідив її в 1952 році.
Передбачається, що акреція відбувається з темпом
{\displaystyle {\dot {M}}\simeq \pi R^{2}\rho v,}
де {\displaystyle \rho } — густина оточуючого середовища, {\displaystyle v} — швидкість об'єкта або швидкість звуку {\displaystyle c_{s}} (саме більша з цих двох швидкостей обмежує темп акреції), а радіус Бонді {\displaystyle R} характеризує ефективну площу разоплення об'єктом оточуючої речовини. Ефективний радіус можна визначити припівнюванням другої космічної швидкості для об'єкта та швидкості звуку:
{\displaystyle {\sqrt {\frac {2GM}{R}}}\simeq c_{s},}
або
{\displaystyle R\simeq {\frac {2GM}{c_{s}^{2}}}} .
Тоді темп акреції має вигляд
{\displaystyle {\dot {M}}\simeq {\frac {\pi \rho G^{2}M^{2}}{c_{s}^{3}}}} .
Дані співвідношення є лише масштабними співвідношеннями, а не строгими визначеннями. Більш повний і складний розв'язок задачі можна знайти в оригінальній роботі Бонді та інших статтях.